# 赤桐操
赤桐 操（あかぎり みさお、1920年6月5日 - 2010年6月21日）は、日本の政治家。位階は正三位。勲等は勲一等。参議院議員（日本社会党→社会民主党）。参議院副議長（第21代）。

## 来歴・人物
千葉県銚子市出身。千葉県立匝瑳中学校卒業後、銚子郵便局に就職した。1946年に同局の従業員組合の委員長に選出された。1949年、全逓信従業員組合（日本郵政公社労働組合の前身）の千葉地区本部書記長、1960年には県労働組合連合協議会議長に選出されて1974年までの14年の間務めた。
1974年の第10回参議院議員通常選挙に千葉地方区から日本社会党公認で立候補し初当選。連続当選4回。党参議院議員会長などを経て、1992年8月から1995年8月まで参議院副議長を務めた。1998年の参院選には立候補せず、政界から引退する。同年11月の秋の叙勲で勲一等に叙され、旭日大綬章を受章する。
2010年6月21日、多臓器不全のため、死去した。90歳没。死没日をもって正三位に叙される。

## 選挙歴
| 当落                        | 選挙                     | 施行日        | 選挙区       | 政党       | 得票数  | 得票率 | 得票順位 /候補者数 | 比例区 | 比例順位 /候補者数 |
| --------------------------- | ------------------------ | ------------- | ------------ | ---------- | ------- | ------ | ------------------ | ------ | ------------------ |
| 当                          | 第10回参議院議員通常選挙 | 1974年7月7日  | 千葉県地方区 | 日本社会党 | 462,738 | 25.4   | 1/6                | -      | -                  |
| 当                          | 第12回参議院議員通常選挙 | 1980年6月22日 | 千葉県地方区 | 日本社会党 | 613,762 | 30.6   | 2/5                | -      | -                  |
| 当                          | 第14回参議院議員通常選挙 | 1986年7月6日  | 千葉県選挙区 | 日本社会党 | 616,764 | 29.8   | 2/8                | -      | -                  |
| 当                          | 第16回参議院議員通常選挙 | 1992年7月26日 | 千葉県選挙区 | 日本社会党 | 448,838 | 28.9   | 2/7                | -      | -                  |
| 当選回数4回 （参議院議員4） |                          |               |              |            |         |        |                    |        |                    |